# Bigilla
La bigilla es un aperitivo tradicional de la cocina maltesa hecho con judías. Su ingrediente principal es un tipo especial de judía grande conocido en Malta como ful tal-Ġirba. En algunos pueblos del país, la bigilla es vendida por vendedores callejeros un día a la semana. Existen varias recetas tradicionales del plato.

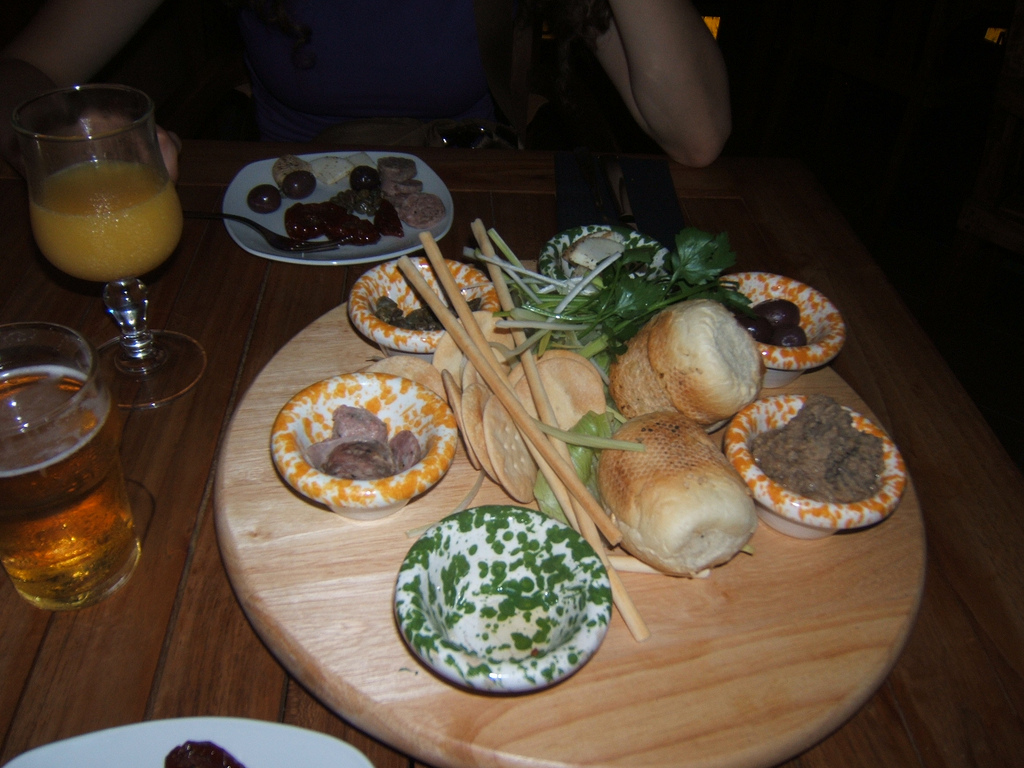
Cuenco de bigilla (a la derecha de los panecillos) en una tabla de entremeses típicos malteses.